# ʻEua Iki
ʻEua Iki (auch: ʻEueiki, Eoa-tehi, Euaigee) ist ein kleines Inselchen im Norden von Tongatapu im Pazifik. Es gehört politisch zum Königreich Tonga.

## Geographie
Das Motu liegt nordöstlich von Tongatapu in einem eigenen kleinen Riff. Die nächstgelegenen Inseln sind Nuku und ʻAta.

## Klima
Das Klima ist tropisch heiß, wird jedoch von ständig wehenden Winden gemäßigt. Ebenso wie die anderen Inseln der Tongatapu-Gruppe wird ʻEua Iki gelegentlich von Zyklonen heimgesucht.